# Aunhats
Aunhats (en francès Augnax) és un municipi francès situat al departament del Gers i a la regió d'Occitània. Limita amb els municipis de Poicasquèr, Sent Antonin, Sent Sauvi i Crastas.

## Geografia

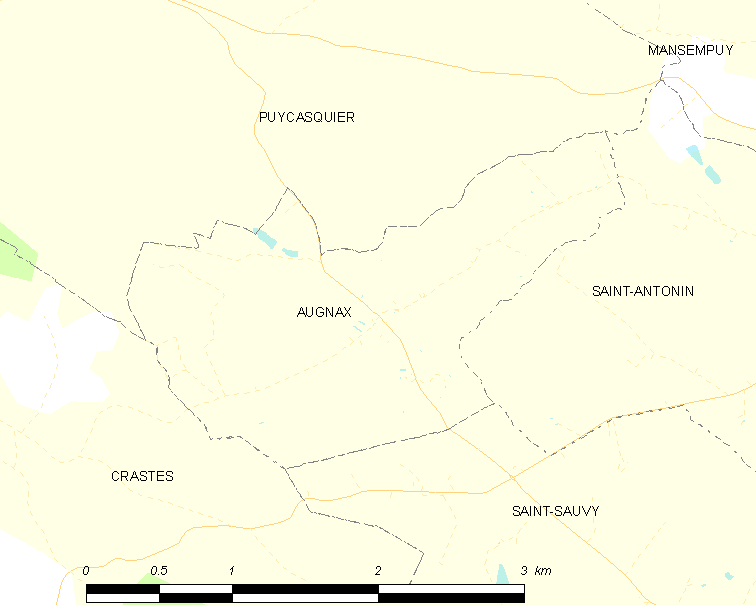
Mapa de la comuna de Aunhats

## Administració i política

### Alcaldes
| Període | Identitat    | Partit        |
| ------- | ------------ | ------------- |
| 2001-   | Claude Petit | Divers droite |

## Demografia
| 1962                                       | 1968 | 1975 | 1982 | 1990 | 1999 | 2006 |
| ------------------------------------------ | ---- | ---- | ---- | ---- | ---- | ---- |
| 56                                         | 72   | 66   | 54   | 63   | 56   | 75   |
| Des de 1962: població sense dobles comptes |      |      |      |      |      |      |